# Kuwait Oil Company
La Kuwait Oil Company o KOC es una de las compañías petroleras más grandes del mundo.
La economía de Kuwait es fuertemente dependiente de esta organización dirigida por el gobierno. La compañía está implicada en muchas actividades relacionadas con el petróleo y sus derivados, como gasolina y productos petroquímicos.
La KOC fue fundada en 1934 entre la British Petroleum Company (BP) y el Gulf Oil Corporation (GOC). Los dos socios tenían partes iguales en la KOC. Las primeras exportaciones comerciales del petróleo de Kuwait fueron hechas en 1946. Se descubrieron nuevos hallazgos muy importantes en los años 1950 y los años 1960, que permitieron que Kuwait se convirtiera en un exportador importante de petróleo y de gas.
En 1975 el Estado de Kuwait asumió la propiedad de la KOC.